# 미나미 슈토
미나미 슈토(일본어: 南 秀仁, 1993년 5월 5일 ~ )는 일본의 전 축구 선수이다. 현재 J2리그의 몬테디오 야마가타에서 뛰고 있다.

## 구단 경력
그는 2010년부터 J리그의 도쿄 베르디, 몬테디오 야마가타에서 뛰었다.